# South Kensington (Maryland)
Pour les articles homonymes, voir South Kensington (homonymie).
 (juillet 2025).
South Kensington est une census-designated place située dans le comté de Montgomery, dans l’État du Maryland, aux États-Unis. Lors du recensement de 2020, elle comptait 8 829 habitants.